# Sliač
Sliač er en by og kommune i distriktet Zvolen i regionen Banská Bystrica i det centralige Slovakiet, ved bredden af floden Hron. Den ligger 190 kilometer fra den slovakiske hovedstad Bratislava. Byen har et areal på 39,83 km² og en befolkning på 4.894(2021) indbyggere.

## Eksterne links
- Officiel hjemmeside

- Wikimedia Commons har flere filer relateret til Sliač